# Мосты (Бахмачский район)
Мосты́ (укр. Мости) — село, расположенное на территории Бахмачского района Черниговской области (Украина).
Население составляет 56 жителей (2006 год). Плотность населения — 333,33 чел/кв.км.
Впервые упоминается в 1650 году.
Село Мосты находится примерно в 20 км к северо-востоку от центра города Бахмач. Средняя высота населённого пункта — 121 м над уровнем моря. Село находится в зоне умеренного умеренно континентального климата.
Национальный состав представлен преимущественно украинцами, конфессиональный состав — христианами.